# Месса си минор (фильм)
«Месса си минор» (фр. La messe en si mineur) — французский фильм-драма, снятый режиссёром Жаном-Луи Гийерму по собственному сценарию в 1989, вышел на экраны Франции в 1990 году. Особенностью фильма является исполнение двух главных мужских ролей непрофессионалами. Роль контрабасиста Филлипа исполнил бывший профессиональный регбист Дени Шарве, а роль скрипача Лорана — настоящий скрипач Пьер Амуайяль.

## Сюжет
Контрабасист Филипп любит Софи и планирует жениться на ней, однако её родители по какой-то причине решительно против этого. Ситуация ещё более осложняется, когда с Софи встречается друг Филиппа скрипач Лоран и с первого взгляда влюбляется в неё. Параллельно сюжету оба друга вместе репетируют и дают частные концерты «Мессы си минор» Баха, которая становится музыкальной сюжетной линией фильма.

## В главных ролях
| Роль   | Исполняет       |
| ------ | --------------- |
| Софи   | Марго Хемингуэй |
| Филипп | Дени Шарве      |
| Лоран  | Пьер Амуайяль   |